# Circolo di qualità (ISTAT)
I circoli di qualità sono «organismi consultivi di cui si avvale l'ISTAT per l'approntamento e il monitoraggio del Programma statistico nazionale». Attualmente ne esistono 25, divisi per settore, e rappresentano l'integrazioni dei dati statistici in Italia.
Sono membri permanenti di ciascun circolo di qualità: 
- il responsabile della struttura dell'Istat alla quale è riferibile, in prevalenza, la produzione statistica di competenza del circolo, con funzioni di coordinatore.
- i responsabili di altre strutture dell'Istat, interessate ai progetti compresi nel settore.
- i rappresentanti degli enti e organismi di informazione statistica e degli uffici di statistica di amministrazioni ed enti pubblici e privati, titolari di progetti previsti dal programma statistico nazionale, interessati ai progetti compresi nel settore.
- un rappresentante delle regioni e province autonome, designato dal Cisis (Comitato interregionale per i sistemi informativi e statistici).
- un rappresentante delle province, designato dal Cuspi (Coordinamento uffici statistici delle province italiane).
- un rappresentante dei comuni, designato dall'USCI (Unione statistica dei comuni italiani).
- i rappresentanti di soggetti, anche non appartenenti al Sistan, che possono fornire un rilevante contributo alla definizione dei programmi statistici del settore;
- un funzionario dell'Istat, designato dal coordinatore, con funzioni di segretario.